# Tenuipalpus papiothalensis
Tenuipalpus papiothalensis är en spindeldjursart som beskrevs av Meyer 1993. Tenuipalpus papiothalensis ingår i släktet Tenuipalpus och familjen Tenuipalpidae. Inga underarter finns listade i Catalogue of Life.